# Castell de Beersel

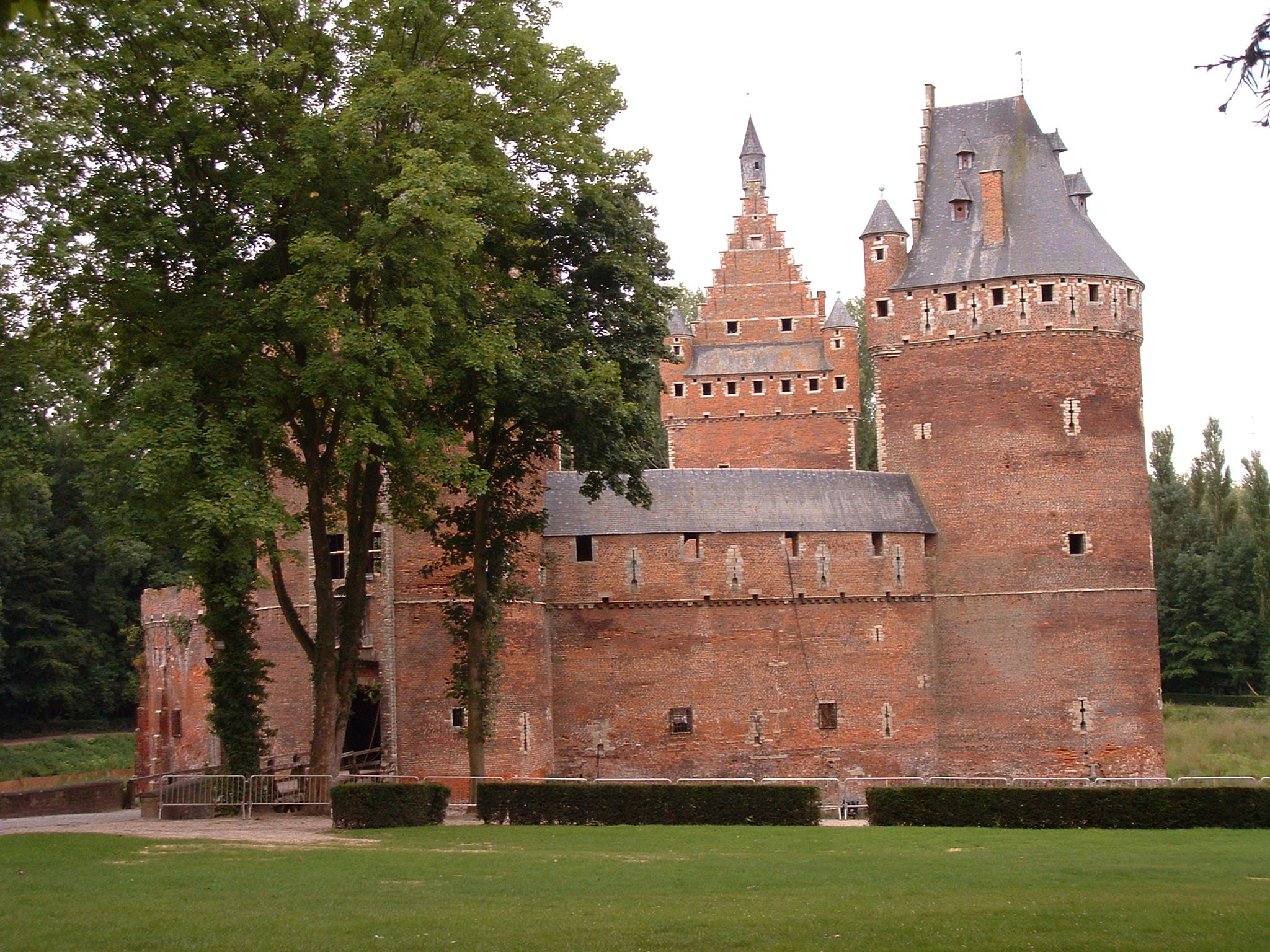
Castell de Beersel

El castell de Beersel és una antic castell medieval belga que es troba a la població de Beersel, al sud de Brussel·les.
Té tres grans torres i està envoltat per un ample fossat.

## Història
El castell és esmentat per primera vegada al segle xii. L'actual fortalesa va ser construïda per Godofred de Hellebeke entre 1300 i 1310 com a base defensiva de Brussel·les. Durant la guerra de successió dels Brabant (1356-57) va quedar danyada però es va reparar al poc temps. Durant la rebel·lió contra Maximilià d'Àustria, la ciutat de Beersel va recolzar a Maximilià, per la qual cosa en 1489 el castell va ser assetjat, pres i saquejat per les tropes de Brussel·les. Va ser parcialment destruït però de nou restaurat passada la guerra.

## Renovacions
Es va afegir una coberta (teulada) al segle xvii. El castell va quedar abandonat i deshabitat al segle xviii. L'any 1818, una factoria de cotó va ocupar el lloc de la fortalesa. La propietat va passar, per diversos matrimonis, a les famílies dels Stalle, dels Witthem, dels Arenberg i dels Merode. L'any 1928, un membre d'aquesta última família va donar el castell a la Lliga d'Amics del Castell de Beersel, els qui ho van restaurar. L'any 1948, es va fer càrrec del castell la Koninklijke Vereniging der Historische Woonsteden en Tuinen van België ("Real Associació de Residències Històriques i Jardins a Bèlgica"), que ho va arrendar a les autoritats municipals de Beersel.